# Soyuz TM-1
Soyuz TM-1 foi uma missão não-tripulada do programa espacial soviético Soyuz, a primeira utilizando as naves série TM, uma modernização das naves série T, a serem usadas nas expedições à estação espacial Mir.
Lançada do Cosmódromo de Baikonur em 21 de maio de 1986, passou nove dias em manobras no espaço testando sua maleabilidade ao comando de computadores do centro de controle, até ser conduzida de volta à Terra, aterrizando em perfeitas condições.